# マイナー・スレット

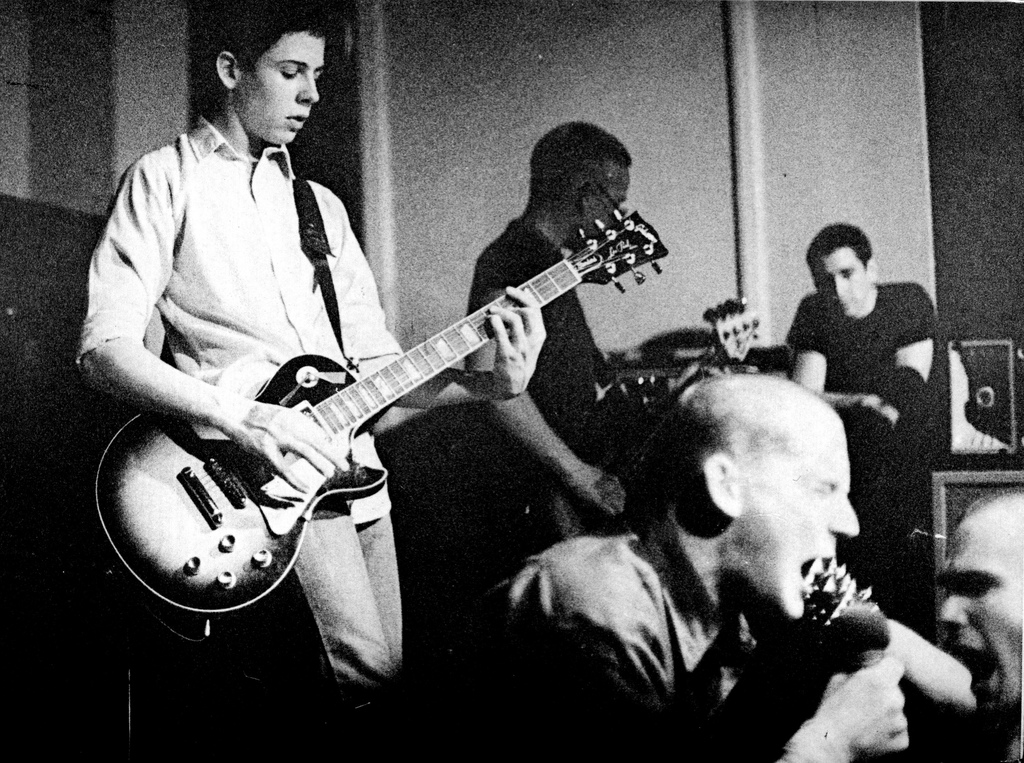
『MINOR THREAT』(1981年)

マイナー・スレット（稀にマイナー・スレートとも、MINOR THREAT）は、1980年に結成され、ワシントンD.C.を中心に活動したハードコア・パンクバンド。のちのハードコアシーンに大きな影響を与えた。

## バイオグラフィ
- 1980年に、イアン・マッケイ (Vo) 、ジェフ・ネルソン (Dr) 、ライル・プレスラー (G) 、ブライアン・ベイカー (B) により結成される。

- 1981年6月にファーストEP『MINOR THREAT』を、12月にセカンドEP『IN MY EYES』をリリースした後に一度解散。

- 1982年4月に再結成。

- 1983年に、スティーブ・ハンセンがベーシストとして加入し、ブライアン・ベイカーがギタリストに転向、ツインギター体制となる。サードEP『OUT OF STEP』をリリース。
  - 9月にライブを行い、解散。解散後に、EP『SALAD DAYS』をリリース。

## メンバー
- イアン・マッケイ (Ian MacKaye, 1962年4月16日 -  )  (Vo)

ストレートエッジ思想の原点とされる人物。
マイナー・スレット解散の後、エンブレイスを経て1987年にFugaziを結成。
なお、イアンが設立したレーベル「Dischord Records」は、ハードコアシーンで最も重要なレコードレーベルの一つになっている。
- ライル・プレスラー (Lyle Preslar)  (G)
- ブライアン・ベイカー (Brian Baker)  (B/G)

ダグ・ナスティを結成した後に、バッド・レリジョンに加入。
- スティーブ・ハンセン (Steve Hansgen)  (B)後にSECOND WIND結成。
- ジェフ・ネルソン (Jeff Nelson)  (Dr)

## 作品
- コンプリート・ディスコグラフィ - Complete Discography （1989年）
  - ほぼ全ての音源が収録されたアルバム。1から10曲目までは『マイナー・スレット』から、11から14曲目までは『イン・マイ・アイズ』から、15から23曲目までは『アウト・オブ・ステップ』から、24から26曲目までは『サラダ・デイズ』からの収録曲となっている。
- ファースト・デモ・テープ - First Demo Tape （2003年）
  - 結成して二ヵ月後に録音されたというデモテープの音源をリマスターした作品。当時、このデモテープはメンバーの意向で世に出なかったという。